# Black Album (album Slums Attack)
Black Album – trzynasty album studyjny polskiego zespołu hip-hopowego Slums Attack, wydany pod szyldem „Peja/Slums Attack”. Wydawnictwo ukazało się 17 września 2020 roku nakładem wytwórni muzycznej RPS Enterteyment. Album w całości wyprodukował Magiera.

## Lista utworów
| Nr  | Tytuł utworu                                           | Długość |
| --- | ------------------------------------------------------ | ------- |
| 1.  | „Czarny psalm”                                         | 3:25    |
| 2.  | „Mrok” (gościnnie: Lukasyno)                           | 3:49    |
| 3.  | „Michael Buffer”                                       | 2:44    |
| 4.  | „Cash Flow”                                            | 3:14    |
| 5.  | „Hard Talk” (gościnnie: Big Shug & DJ Eprom)           | 4:19    |
| 6.  | „Pandemonium”                                          | 2:52    |
| 7.  | „Mad Lips Rap”                                         | 4:08    |
| 8.  | „Wejście smoka”                                        | 2:55    |
| 9.  | „Jak żyć?” (gościnnie: Smoothe Da Hustler & DVJ. Rink) | 4:06    |
| 10. | „Wracam z dalekiej podróży”                            | 4:13    |
| 11. | „Morote Gari”                                          | 3:12    |
| 12. | „Maybach”                                              | 4:37    |
| 13. | „Moje pióro” (gościnnie: Oxon)                         | 5:26    |
| 14. | „R-A-P (Umiem w linijki)”                              | 4:07    |
| 15. | „Pomniki” (gościnnie: Ero)                             | 4:20    |
| 16. | „Chwasty” (Bonus Track)                                |         |
| 17. | „Wielka improwizacja (Magiera Remix)” (Bonus Track)    |         |
| 18. | „Hot 16 Challenge 2” (Bonus Track)                     |         |
|     |                                                        | 57:27   |

## Listy sprzedaży
| Kraj          | Lista | Pozycja |
| ------------- | ----- | ------- |
| Polska (ZPAV) | OLiS  | 1       |

## Certyfikaty i sprzedaż
| Kraj          | Certyfikat  | Sprzedaż | Data             |
| ------------- | ----------- | -------- | ---------------- |
| Polska (ZPAV) | złota płyta | 15 000+  | 13 stycznia 2021 |